# Miss República Dominicana 2010
El certamen Miss República Dominicana 2010 se llevó a cabo el 17 de abril de 2010 en el Renaissance Auditorio de Festival del Hotel Jaragua. La ganadora Eva Arias representó a la República Dominicana en el certamen Miss Universo 2010. La Primera Finalista o Miss Continente Americano República Dominicana irá al Miss Continente Americano 2010. La Segunda Finalista o Miss República Dominicana Hispanoamericana irá al Reina Hispanoamericana 2010. La Tercera Finalista o Miss Worldvision República Dominicana entraría Miss Worldovision 2010. La Cuarta Finalista o Miss República Dominicana Global Teen entraría Miss Global Teen 2010. La Quinta Finalista o Miss Intercontinental República Dominicana entraría Miss Intercontinental 2010.

## Resultados
| Resultados Final               | Candidatas |
| ------------------------------ | --- |
| Miss República Dominicana 2010 | Espaillat - Eva Arias |
| 1ra Finalista                  | Samaná - Alma Álvarez |
| 2da Finalista                  | Dajabón - Stéphanie Liriano |
| 3ra Finalista                  | Comunidad Dom. en los EE.UU. - Libell Durán                                                                                              |
| 4ta Finalista                  | San Cristóbal - Mayte Brito |
| 5ta Finalista                  | Hermanas Mirabal - Olgálid Navarro |
| Top 10 Cuartafinalistas        | Distrito Nacional - Gabriela Desangles Monte Cristi - Károlynne Ureña San José de Ocoa - María Názareth García Valverde - Albanery Badía |

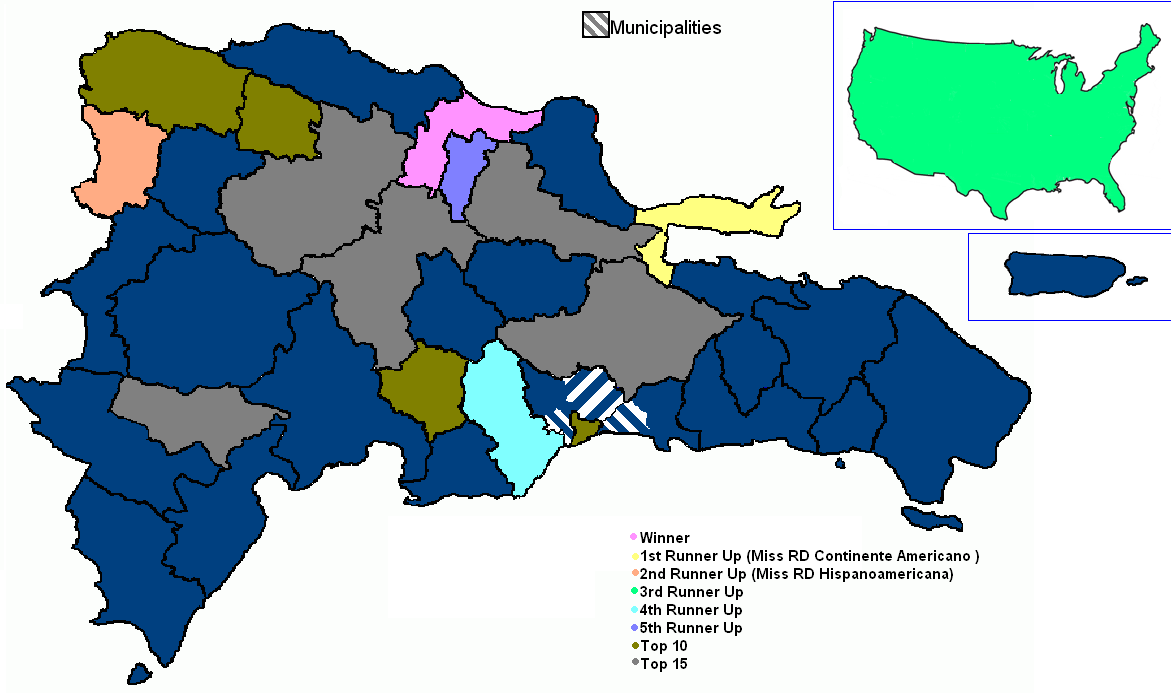
Miss República Dominicana 2010. Participando las Provincias, los Municipios y Comunidades y los Resultados

| Top 15 Semifinalistas          | Bahoruco - Sárah Féliz Duarte - Yuberkis Mateo La Vega - Luz Rosario Monte Plata - Yénnifer Cerdán Santiago - Cátherine Ramírez          |

### Premios especiales
- Miss Fotogénica - Alma Álvarez (Samaná)
- Miss Simpatía (votado por la concursantes del Miss República Dominicana) - Iris Pinales (Santo Domingo Este)
- Miss Internet - Eva Arias (Espaillat)
- Mejor Rostro - Alma Álvarez (Samaná)
- Mejor Traje Típico - Yuberkis Mateo (Duarte)

### Premios Preliminares
- Miss Bailler - Stéphanie Liriano (Dajabón)
- Miss VIP Láser Clinic - Eva Arias (Espaillat)
- Mejor Sonrisa - Libell Durán (Com. Dom. En Estados Unidos)
- Miss Chica Traviesa - Eva Arias (Espaillat)
- Miss Comunicación - Alma Álvarez (Samaná)
- Miss Fashion - Libell Durán (Com. Dom. En Estados Unidos)
- Miss Fitness - Stéphanie Liriano (Dajabón)

| Predecesor: Ada Aimeé de la Cruz San José de Ocoa | Miss República Dominicana 2010 | Sucesor: Dalia Fernández Santiago |

### Orden de Finalistas
| - 1. Espaillat - 2. Samaná - 3. Comunidad Dominicana En Estados Unidos - 4. Dajabón - 5. San Cristóbal - 6. Hermanas Mirabal |

### Orden de Semifinalistas
| - 1. Espaillat - 2. Samaná - 3. Comunidad Dominicana En Estados Unidos - 4. Dajabón - 5. San Cristóbal | - 6. Hermanas Mirabal - 7. Distrito Nacional - 8. Monte Cristi - 9. Valverde - 10. San José de Ocoa |

### Orden de Cuadrafinalistas
| - 1. La Vega - 2. San José de Ocoa - 3. Monte Cristi - 4. Distrito Nacional - 5. Valverde | - 6. Comunidad Dominicana En Estados Unidos - 7. Duarte - 8. San Cristóbal - 9. Samaná - 10. Bahoruco | - 11. Monte Plata - 12. Santiago - 13. Dajabón - 14. Hermanas Mirabal - 15. Espaillat |

### Puntuaje
| \| Representa \| Baño \| Traje \| Pregunta \| \| ----------------- \| --------- \| --------- \| -------- \| \| Espaillat \| 9.76 (1) \| 9.77 (1) \| 9.75 \| \| Samaná \| 9.14 (3) \| 9.30 (3) \| 9.60 \| \| Dajabón \| 9.20 (2) \| 9.23 (4) \| 9.46 \| \| Com. Dom. EE.UU. \| 8.98 (4) \| 9.02 (5) \| 9.46 \| \| San Cristóbal \| 8.87 (5) \| 9.56 (2) \| 9.20 \| \| Hermanas Mirabal \| 8.76 (7) \| 8.99 (6) \| 8.90 \| \| Monte Cristi \| 8.02 (10) \| 8.56 (7) \| \| \| San José de Ocoa \| 8.64 (8) \| 8.21 (8) \| \| \| Distrito Nacional \| 8.81 (6) \| 7.97 (9) \| \| \| Valverde \| 8.10 (9) \| 7.80 (10) \| \| \| La Vega \| 8.01 (11) \| \| \| \| Bahoruco \| 7.84 (12) \| \| \| \| Monte Plata \| 7.78 (13) \| \| \| \| Duarte \| 7.40 (14) \| \| \| \| Santiago \| 7.28 (15) \| \| \| | Miss RD 2010 Primera Finalista Segunda Finalista Tercera Finalista Cuarta Finalista Quinta Finalista Top 10 Top 15 |           |          |
| Representa | Baño | Traje     | Pregunta |
| Espaillat | 9.76 (1) | 9.77 (1)  | 9.75     |
| Samaná | 9.14 (3) | 9.30 (3)  | 9.60     |
| Dajabón | 9.20 (2) | 9.23 (4)  | 9.46     |
| Com. Dom. EE.UU. | 8.98 (4) | 9.02 (5)  | 9.46     |
| San Cristóbal | 8.87 (5) | 9.56 (2)  | 9.20     |
| Hermanas Mirabal | 8.76 (7) | 8.99 (6)  | 8.90     |
| Monte Cristi | 8.02 (10) | 8.56 (7)  |          |
| San José de Ocoa | 8.64 (8) | 8.21 (8)  |          |
| Distrito Nacional | 8.81 (6) | 7.97 (9)  |          |
| Valverde | 8.10 (9) | 7.80 (10) |          |
| La Vega | 8.01 (11) |           |          |
| Bahoruco | 7.84 (12) |           |          |
| Monte Plata | 7.78 (13) |           |          |
| Duarte | 7.40 (14) |           |          |
| Santiago | 7.28 (15) |           |          |

## Significado histórico
- Espaillat ganó Miss República Dominicana por la tercera vez, la última fue Jacqueline Cabrera en el 1974.
- Las provincias que colocaron en las Semifinales el año anterior fue Comunidad Dominicana En Estados Unidos, Distrito Nacional, Duarte, La Vega, Monte Plata, San Cristóbal, San José de Ocoa, Santiago, y Valverde.
- Distrito Nacional colocó por el tercer año consecutivo.
- Hermanas Mirabal apuntó su segunda colocación recta y su más alta desde la victoria de Marianne Cruz en el 2008.
- Bahoruco última vez que se colocó fue en el 1996.
- Monte Cristi última vez que se colocó fue en el 2002.
- Samaná y Dajabón última vez que se colocó fue en el 2005.
- Espaillat última vez que se colocó fue en el 2006.
- Las candidatas Cibaeñas dominaron las semifinales.

## Candidatas oficiales
| Representa                    | Candidata                           | Año | Altura          | Oriunda                    |
| ----------------------------- | ----------------------------------- | --- | --------------- | -------------------------- |
| Azua                          | Wendy Larissa Pinales López         | 22  | 1,71 m (5′ 7″)  | Santo Domingo              |
| Bahoruco                      | Sárah María Féliz Mok               | 22  | 1,78 m (5′ 10″) | Santo Domingo              |
| Barahona                      | Bianka Karina Vargas Molina         | 26  | 1,81 m (5′ 11″) | Santo Domingo              |
| Comunidad Dom. en los EE.UU.  | Libell Énid Durán Caba              | 19  | 1,76 m (5′ 9″)  | Newark                     |
| Comunidad Dom. en Puerto Rico | Vastty Josefina Abreu Gómez         | 21  | 1,79 m (5′ 10″) | Bayamón                    |
| Dajabón                       | Stéphanie Maríe Liriano Alcántara   | 21  | 1,75 m (5′ 9″)  | Santo Domingo              |
| Distrito Nacional             | Gabriela Altagracia Desangles Pérez | 22  | 1,77 m (5′ 10″) | Nueva York                 |
| Duarte                        | Yuberkis Patricia Mateo Pérez       | 20  | 1,84 m (6′ 0″)  | Santiago de los Caballeros |
| El Seibo                      | Elba Altagracia Díaz Pujols         | 24  | 1,75 m (5′ 9″)  | Santo Domingo              |
| Elías Piña                    | Jénnifer Andrea Santiago Núñez      | 23  | 1,74 m (5′ 9″)  | Santiago de los Caballeros |
| Espaillat                     | Eva Carolina Arias Viñas            | 24  | 1,81 m (5′ 11″) | Moca                       |
| Hato Mayor                    | Nelly Naidén Javier Jiménez         | 18  | 1,76 m (5′ 9″)  | Santo Domingo              |
| Hermanas Mirabal              | Olga Lidia Navarro Santos           | 18  | 1,77 m (5′ 10″) | Santo Domingo              |
| Independencia                 | Juana Esmeralda Bello García        | 25  | 1,78 m (5′ 10″) | Santo Domingo              |
| La Altagracia                 | Scárling Altagracia López Beras     | 18  | 1,79 m (5′ 10″) | Salvaleón de Higüey        |
| La Romana                     | Mabel Olivia Silfa Arredondo        | 26  | 1,73 m (5′ 8″)  | La Romana                  |
| La Vega                       | Luz del Carmen Rosario Almonte      | 20  | 1,78 m (5′ 10″) | Concepción de La Vega      |
| María Trinidad Sánchez        | Yahaira Karina Alonso Peña          | 23  | 1,73 m (5′ 8″)  | Nagua                      |
| Monseñor Nouel                | Raigna Tatiana Vargas Joga          | 19  | 1,74 m (5′ 9″)  | Bonao                      |
| Monte Cristi                  | Károlynne Sofya Ureña Capellán      | 24  | 1,74 m (5′ 9″)  | Santiago de los Caballeros |
| Monte Plata                   | Yénnifer Abel Cerdán Pérez          | 23  | 1,76 m (5′ 9″)  | Santiago de los Caballeros |
| Pedernales                    | Brigida Tatiana Mendoza Peguero     | 24  | 1,70 m (5′ 7″)  | Santo Domingo              |
| Peravia                       | Risaldy Xiomara Tejeda Guerrero     | 20  | 1,71 m (5′ 7″)  | Baní                       |
| Puerto Plata                  | Juliana Sárah Bautista Salvador     | 18  | 1,72 m (5′ 8″)  | Santo Domingo              |
| Samaná                        | Alma Virginia Álvarez Alfonso       | 18  | 1,78 m (5′ 10″) | Santo Domingo              |
| San Cristóbal                 | Clara Mayte Brito Medina            | 18  | 1,74 m (5′ 9″)  | San Cristóbal              |
| San José de Ocoa              | María Názareth García Oviedo        | 20  | 1,81 m (5′ 11″) | San José de Ocoa           |
| San Juan                      | Audi Mercedes Madé García           | 20  | 1,86 m (6′ 1″)  | Nizao                      |
| San Pedro de Macorís          | Lucía María Olivero Montero         | 22  | 1,83 m (6′ 0″)  | San Pedro de Macorís       |
| Sánchez Ramírez               | Míriam Mercedes Cruz Núñez          | 26  | 1,79 m (5′ 10″) | Santo Domingo              |
| Santiago                      | Cátherine Mabel Ramírez Rosario     | 22  | 1,83 m (6′ 0″)  | Santiago de los Caballeros |
| Santiago Rodríguez            | Paola Mabell Almonte Disla          | 23  | 1,78 m (5′ 10″) | Santo Domingo              |
| Santo Domingo Este            | Iris Maritza Pinales López          | 22  | 1,71 m (5′ 7″)  | Santo Domingo              |
| Santo Domingo Norte           | María Leonela Gálvez Germán         | 22  | 1,70 m (5′ 7″)  | Santo Domingo              |
| Santo Domingo Oeste           | Carla Yonaitis Pimentel Beato       | 21  | 1,76 m (5′ 9″)  | Santo Domingo              |
| Valverde                      | Albanery Bereniz Badía Reyes        | 25  | 1,80 m (5′ 11″) | Santo Domingo              |

## Puntuaje Preliminar
| Representante               | Traje de Baño | Traje de Gala | Entrevista | Promedio |
| --------------------------- | ------------- | ------------- | ---------- | -------- |
| Espaillat                   | 9.47          | 9.21          | 9.20       | 9.29     |
| Com. Dom. En Estados Unidos | 9.25          | 9.40          | 8.69       | 9.11     |
| Samaná                      | 8.99          | 9.35          | 8.90       | 9.08     |
| Monte Cristi                | 8.97          | 8.97          | 9.21       | 9.05     |
| Distrito Nacional           | 8.91          | 9.25          | 8.87       | 9.01     |
| Dajabón                     | 9.37          | 8.86          | 8.70       | 8.98     |
| La Vega                     | 8.55          | 8.99          | 9.22       | 8.92     |
| San Cristóbal               | 9.15          | 8.85          | 8.74       | 8.91     |
| Duarte                      | 9.00          | 8.58          | 9.00       | 8.86     |
| Bahoruco                    | 8.52          | 8.99          | 9.00       | 8.84     |
| Valverde                    | 8.78          | 8.98          | 8.75       | 8.84     |
| San José de Ocoa            | 8.97          | 8.80          | 8.70       | 8.82     |
| Santiago                    | 8.65          | 8.97          | 8.65       | 8.76     |
| Hermanas Mirabal            | 8.98          | 8.80          | 8.42       | 8.73     |
| Monte Plata                 | 8.70          | 8.50          | 8.97       | 8.72     |
| San Juan                    | 9.00          | 9.14          | 7.98       | 8.71     |
| Santiago Rodríguez          | 8.96          | 8.90          | 8.25       | 8.70     |
| Puerto Plata                | 8.74          | 8.33          | 8.99       | 8.69     |
| Monseñor Nouel              | 8.54          | 8.50          | 8.99       | 8.68     |
| María Trinidad Sánchez      | 8.70          | 8.21          | 8.80       | 8.57     |
| Sánchez Ramírez             | 7.97          | 8.60          | 9.00       | 8.52     |
| La Romana                   | 8.56          | 8.54          | 8.45       | 8.52     |
| Independencia               | 8.60          | 8.20          | 8.45       | 8.42     |
| Pedernales                  | 8.56          | 8.54          | 7.99       | 8.36     |
| Peravia                     | 7.56          | 8.85          | 8.54       | 8.32     |
| Com. Dom. En Puerto Rico    | 8.56          | 8.54          | 7.70       | 8.27     |
| Santo Domingo Este          | 8.56          | 8.00          | 8.00       | 8.19     |
| Barahona                    | 7.97          | 8.99          | 7.59       | 8.18     |
| El Seibo                    | 8.21          | 8.36          | 7.85       | 8.14     |
| Elías Piña                  | 7.90          | 8.50          | 7.85       | 8.08     |
| Santo Domingo Norte         | 8.65          | 7.58          | 8.00       | 8.08     |
| La Altagracia               | 7.90          | 8.50          | 7.80       | 8.07     |
| Santo Domingo Oeste         | 7.50          | 8.25          | 8.15       | 7.97     |
| Azua                        | 7.85          | 7.99          | 8.00       | 7.95     |
| Hato Mayor                  | 8.15          | 7.58          | 7.98       | 7.90     |
| San Pedro de Macorís        | 8.00          | 7.66          | 7.96       | 7.87     |

## Trivia
- Miss Espaillat, Eva Arias, quien resultó ser la ganadora en esta edición, concursó en el Miss República Dominicana 2006, siendo la primera finalista.
- Miss El Seibo entró en el Miss Turismo Dominicana 2009 quedando de tercera finalista.
- Miss Santiago entró en el RNB Miss República Dominicana 2007.
- Por primera vez en historia, Gemelas Fraternales concursan en la misma edición; ellas son Miss Azua y Miss Santo Domingo Este.
- Miss Comunidad Dominicana en Estados Unidos, Libell Duran, quien fue la 3.ª Finalista de esta edición, ganó el certamen Miss New Jersey USA 2013, para competir en Miss USA 2013.
- Miss San Cristóbal, Mayte Brito, quien fue la 4.ª Finalista de esta edición, ganaría Miss Global Teen 2010, coronando a su sucesora en Argentina en el 2012.
- Miss Hermanas Mirabal, Olga Lidia Navarro Santos, quien fue 5.ª Finalista de esta edición, fue Miss República Dominicana Intercontinental 2010, quedando de 3.ª Finalista en Miss Intercontinental el mismo año.